# 5パーセントの奇跡 〜嘘から始まる素敵な人生〜
『5パーセントの奇跡 〜嘘から始まる素敵な人生〜』（ごパーセントのきせき うそからはじまるすてきなじんせい、Mein Blind Date mit dem Leben）は2017年のドイツの伝記コメディ映画。
監督はマルク・ローテムント、出演はコスティア・ウルマンとヤコブ・マッチェンツなど。
サリヤ・カハヴァッテの自伝をもとに、先天性の病気で視力の95%を失った青年が、一流ホテルマンになる夢に挑むヒューマンドラマ。

## ストーリー
スリランカ人の父とドイツ人の母を持つ青年サリーは先天性の病で視力の95%を失うが、周囲が勧める盲学校への入学を拒み、努力の末に普通高校（ギムナジウム）を卒業する。そして14歳からの夢であるホテルマンになるために様々なホテルに応募するが、障碍のためにことごとく断られてしまう。そこでサリーは障碍を隠してミュンヘンにある最高級5つ星ホテルに応募すると、持ち前の真面目さが買われ、見習い研修生として働くことになる。卓越した記憶力と聴力を活かし、障碍を周囲に悟られないように懸命に働くサリーだったが、それでもどうしても失敗してしまうことがある。しかし、同じ研修生仲間のマックスをはじめ、サリーの障碍に気づいた人々の親身なサポートのおかげで何とか課題をクリアしていく。また、ホテルに野菜を納めている農場の女性ラウラと恋に落ち、公私ともに充実した日々を送るようになる。
ところが、父が金品を持ち逃げし、家族を捨ててスリランカで再婚したことから、サリーは母と妹を養うためにアルバイトを始めることになり、その日々の忙しさから薬物に手を出すようになってしまう。さらに、ラウラの幼い息子を子守の最中に見失うという失敗を犯したことでラウラからの信頼を失ったばかりか、仕事でも取り返しのつかない大失態を演じてしまう。一時は自暴自棄になったものの、それでも夢を諦めたくないサリーは、ホテルの教官らに障碍を隠していたことを詫び、研修生としての修了試験に臨むことになる。マックスの協力を得ながら懸命に練習を重ねたサリーは、実技面での失敗はあったものの、知識面が高く評価され、試験に合格する。それまでサリーに厳しく当たっていた教官もサリーの熱意に心を動かされ、ともに働くことを大いに期待するが、サリーはマックスとレストランを始めると答える。
サリーとマックスが始めたレストランにラウラがやってくる。サリーが障碍を隠していたことを理解したラウラは店を手伝い、2人は改めて愛し合うようになる。

## キャスト
サリヤ（サリー）
演 - コスティア・ウルマン、日本語吹替 - 平川大輔
成長期に急に弱視となった青年。父親はスリランカ人。
マックス
演 - ヤコブ・マッチェンツ、日本語吹替 - 阪口周平
サリーの研修生仲間で、他のホテル経営者の息子。研修初日の遅刻をサリーに庇われたことから親しくなり、お互いに助け合う。後にサリーとレストランを開く。
ラウラ
演 - アンナ・マリア・ミューエ、日本語吹替 - 川端麻衣
ホテルに野菜を納めている農場経営者の娘で従業員。オスカーという息子を持つシングルマザー。
クラインシュミット
演 - ヨハン・フォン・ビューロー、日本語吹替 - ふくまつ進紗
ホテルのレストランの責任者で教官。ある出来事をきっかけにサリーには厳しく当たり、弱視も考課の対象とはしないが、最終的にはワインソムリエとして誘うほど高く評価した。
フリート
演 - アレクサンダー・ヘルト、日本語吹替 - 蓮岳大
ホテルの人事部長。サリーを高く評価。
クローン
演 - ミヒャエル・A・グリム、日本語吹替 - こばたけまさふみ
料理長。厳しいがサリーを親身に助ける。
ハミード
演 - キダ・コードル・ラマダン、日本語吹替 - 宮本誉之
元外科医のアフガン難民。レストランでは皿洗い。サリーの度重なる手助けにより、望んでいた救急隊員に転職した。
シーラ
演 - ニラム・ファルーク
サリーの妹。視力を失ったサリーをサポートする。
ダグマー
演 - ジルヴァーナ・クラパッチュ
サリーの母。